# Välinge församling
Välinge församling var en församling i Lunds stift och i Helsingborgs kommun. Församlingen uppgick 2002 i Välinge-Kattarps församling.

## Administrativ historik
Församlingen har medeltida ursprung och har till 2002 varit moderförsamling i pastoratet Välinge och Kattarp. Församlingen uppgick 2002 i Välinge-Kattarps församling.

## Kyrkor
- Välinge kyrka

## Kyrkoherdar
| - Peder Madsen, 1500-talet - Peder Olsen, 1500-talet - Staffen Olofsen, 1600-talet - Mikkel Knudsen, 1600-talet - Jörgen Andersen Ebbelman, 1642–1658 - Enert Hacksson Speger, 1659–1677 - Johan Erman, 1678–1693 - Caspar Schönbeck, 1693–1744 | - Jonas Svenonius, 1746–1768 - Jöns Ewerlöf, 1769–1799 - Knut Boman, 1802–1829 - Magnus Falck, 1830–1870 - Olof Thulin, 1872–1909 - John Melén, 1912–1927 - Natanael Petersson, 1929–1954 - Bror Håkansson, 1954–1968 | - Lennart Wrahme, 1968–1974 - Richard Åsberg, 1974–1978 - Arne Bäckestrand, 1978–1987 - Jörgen Franzén, 1987–1991 - Bengt Wallin, 1991–1995 - Jim Tullgren, 1995–2001 |